# Wolhusen Markt

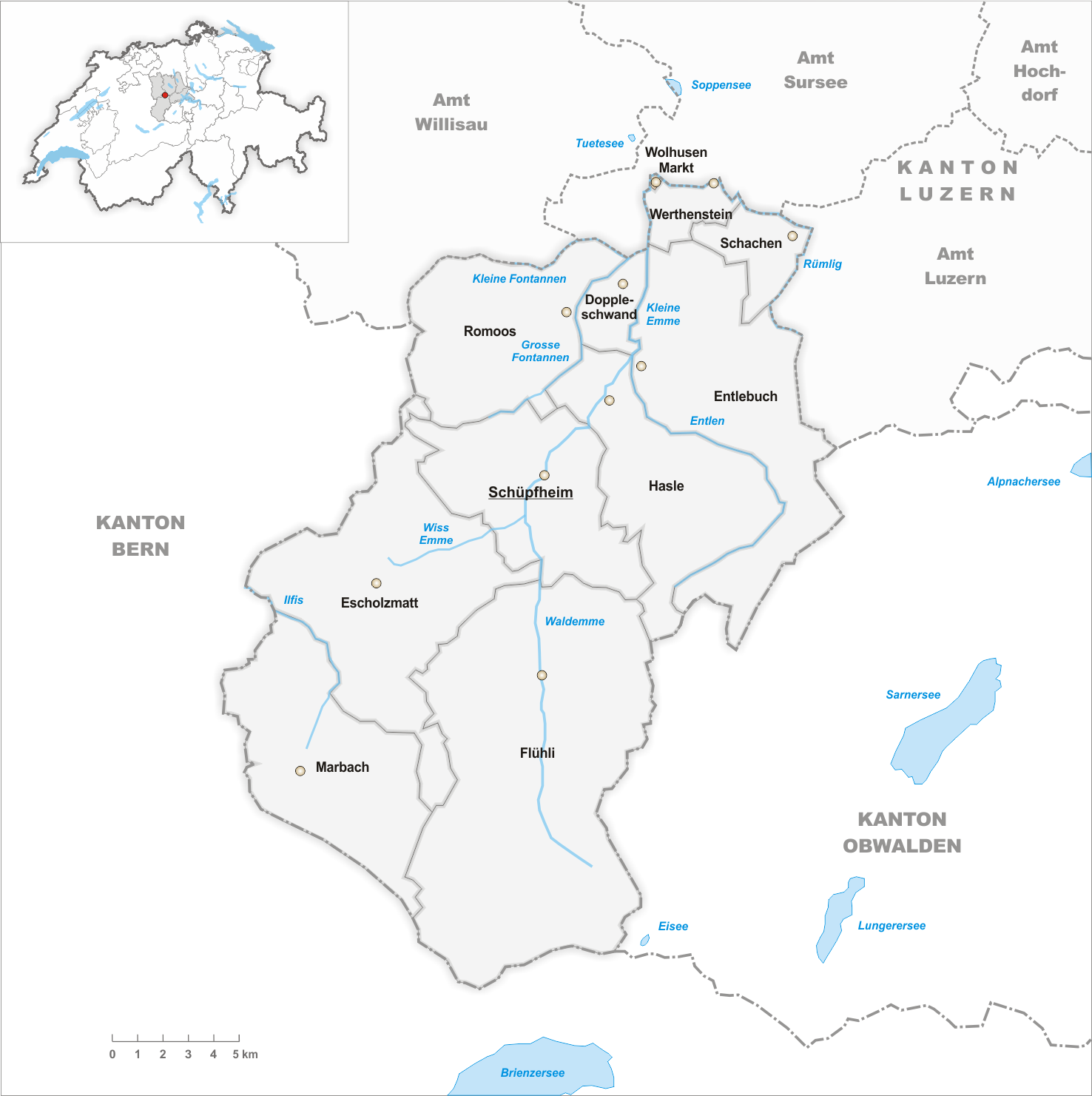
Gemeindestand vor der Fusion am 1. Januar 1853

Wolhusen Markt war eine selbstständige politische Gemeinde im Kanton Luzern, im Amt Entlebuch in der Schweiz. 1853 fusionierte Wolhusen Markt mit der Gemeinde Werthenstein.